# 洛桑—伯爾尼鐵路
洛桑－伯爾尼鐵路是瑞士的一條主幹線鐵路。首段在1860年通車，全線在1862年9月4日完工。此線由瑞士中央鐵路和洛桑－弗里堡－伯爾尼鐵路興建，並於1902年瑞士聯邦鐵路成立後接管該鐵路。